# Paraquedismo nos Jogos Mundiais Militares de 2011
As competições de paraquedismo nos Jogos Mundiais Militares de 2011 estão sendo disputadas entre os dias 16 e 22 de julho, sendo que o dia 23 de julho será usado como dia reserva em caso de mau tempo nos dias anteriores. Os eventos estão sendo realizados na Academia Militar das Agulhas Negras e no Aeroporto de Resende, ambos na cidade do Resende.
Ao todo, serão disputados dez eventos.

## Calendário
| Julho        | 15 | 16 | 17 | 18 | 19 | 20 | 21 | 22 | 23 | 24 |
| ------------ | -- | -- | -- | -- | -- | -- | -- | -- | -- | -- |
| Paraquedismo |    |    |    |    | 1  | 1  |    | 4  |    |    |

|  | Dia de competição |  | Dia reserva |  | Dia de final |

## Medalhistas
Masculino
| Evento                                 | Ouro   | Prata                      | Bronze |
| Pouso de precisão detalhes             | Itália | França · Eslovênia · China |        |
| Pouso de precisão por equipes detalhes |        |                            |        |
| Formação detalhes                      |        |                            |        |

Feminino
| Evento                                 | Ouro             | Prata                             | Bronze            |
| Pouso de precisão detalhes             | Peng Jia · China | Monika Sadowy-Naumienia · Polónia | He Yufeng · China |
| Pouso de precisão por equipes detalhes | China            | Estados Unidos                    | Cazaquistão       |
| Formação detalhes                      | Estados Unidos   | França                            | Brasil            |

## Quadro de Medalhas
| Ordem | País           | Medalha de ouro | Medalha de prata | Medalha de bronze | Total |
| ----- | -------------- | --------------- | ---------------- | ----------------- | ----- |
| 1     | China          | 2               | 1                | 1                 | 4     |
| 2     | Estados Unidos | 1               | 1                |                   | 2     |
| 3     | Itália         | 1               |                  |                   | 1     |
| 4     | França         |                 | 2                |                   | 2     |
| 5     | Eslovénia      |                 | 1                |                   | 1     |
| 5     | Polónia        |                 | 1                |                   | 1     |
| 6     | Brasil         |                 |                  | 1                 | 1     |
| 6     | Cazaquistão    |                 |                  | 1                 | 1     |

## Ligações Externas
- «Programação das disputas de paraquedismo nos Jogos Mundiais Militares de 2011»